# 俞元良
俞元良（？—1645年），字仲骧，浙江海寧縣人，明朝末年政治人物。

## 生平
崇禎十五年（1642年）以監生中式壬午科順天鄉試舉人。崇禎十六年（1643年）聯捷癸未科进士。
鲁王朱以海监国时，熊汝霖以数百人佔領海宁，当地百姓上万人迎接。熊汝霖欲选择一人负责带兵，而绅士持论皆首鼠状不愿担任，俞汝霖敷陈大义后，俞元良慨然接受，遂以监军兼海宁县知县。及清兵破城，与兄俞元礼一同殉节而死。清朝追谥节愍。